# RijnWaalpad

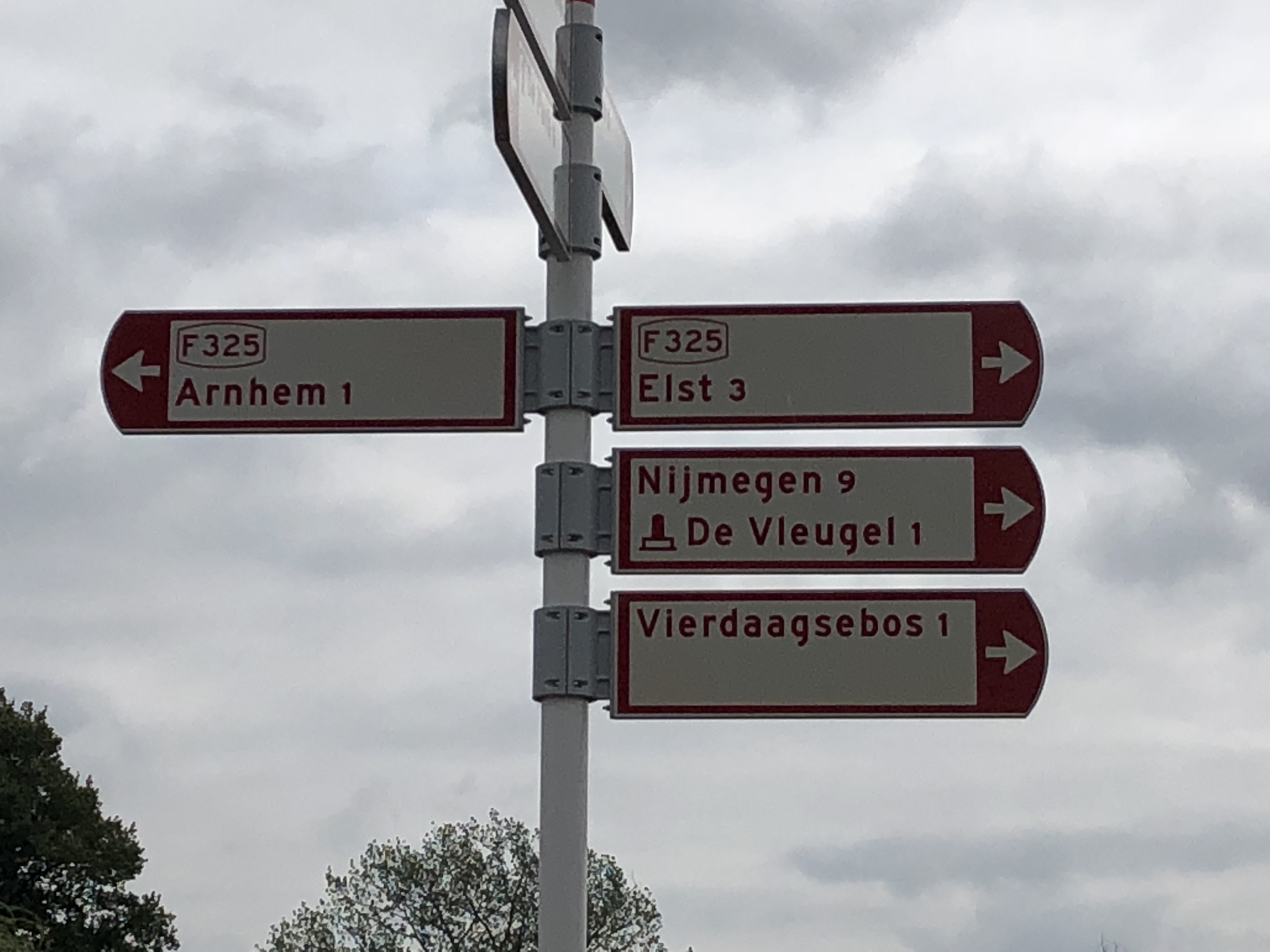
Snelfietsroute F325 Rijnwaalpad

Het RijnWaalpad (F325, voorheen F1 genoemd) is een fietssnelweg in Gelderland. Het 15,8 km lange fietspad verbindt Arnhem, gelegen aan de Nederrijn, en Nijmegen aan de Waal. De snelfietsroute is op 3 juli 2015 geopend en is daarmee de eerste snelfietsroute van de regio.
Het is een vrijliggende snelfietsroute waar fietsers niet hoeven te wachten bij verkeerslichten. Voor het RijnWaalpad is nieuwe infrastructuur aangelegd, zoals een fietstunnel onder de snelweg A15, een fietsbrug bij Lent en nog een tunnel bij Ressen. De totale aanlegkosten bedroegen 17 miljoen euro. 
In voorbereiding is een tweede snelfietsroute van Arnhem naar Nijmegen: het VeluweWaalpad, 25 km lang, met een nieuwe fietsbrug over de Rijn (parallel aan de spoorbrug) tussen de Arnhemse wijk Schuytgraaf en Oosterbeek.